# Delia tibila
Delia tibila este o specie de muște din genul Delia, familia Anthomyiidae, descrisă de Ackland în anul 2008.
Este endemică în Etiopia. Conform Catalogue of Life specia Delia tibila nu are subspecii cunoscute.